# Armeni in Libano
Gli armeni in Libano (in armeno Հայերը Լիբանանում?; in arabo الأرمن في لبنان‎?) costituiscono una comunità molto radicata nel paese e strettamente legata alla comunità armena in Siria. La presenza armena nell'odierno Libano si costituì inizialmente attraverso costanti arrivi durante il periodo ottomano. La comunità si ampliò poi soprattutto in seguito al genocidio armeno, in seguito all'arrivo di decine di migliaia di rifugiati. La comunità armena in Libano è fortemente istituzionalizzata e dispone di una vasta rete di associazioni culturali e scuole.

## Storia

### Periodo ottomano
Nel corso di tutto il Basso medioevo le politiche dell'Impero bizantino e le invasioni da parte di vari popoli e dinastie di stirpe turca e mongola spinsero vaste comunità di armeni a migrare dall'Altopiano armeno verso sud, in particolare verso la Cilicia e la Siria. Gli armeni divennero sudditi dell'Impero ottomano a partire dal XIV secolo e la loro presenza fu documentata nelle principali città dell'impero. La guerra ottomano-safavide combattuta tra il 1623 e il 1639 colpì profondamente i territori armeni e spinse molti locali a rifugiarsi a Beirut. L'approccio degli ottomani nei confronti degli armeni, così come di tutti gli altri gruppi etnici e religiosi dell'impero, fu improntato alla tolleranza; essi favorirono il contributo economico e intellettuale dei popoli loro sudditi. Gli armeni nell'Impero ottomano, in quanto cristiani, godettero dello status protetto di dhimmi e furono integrati nel sistema del millet attraverso la costituzione di un millet armeno separato da quello degli altri cristiani. Nel 1749 la Chiesa armeno-cattolica stabilì la propria sede a Bzoummar. La presenza armena nell'odierno Libano cominciò a diventare significativa a partire dal XVIII secolo, con l'arrivo di numerosi armeni cattolici da Costantinopoli. Migliaia di armeni continuarono a migrare verso il Libano dalle regioni centrali e meridionali dell'Anatolia per tutto il XIX secolo. La posizione degli armeni nell'impero cominciò a deteriorarsi a partire dagli anni 1890, culminando nel genocidio armeno.

### Periodo mandatario

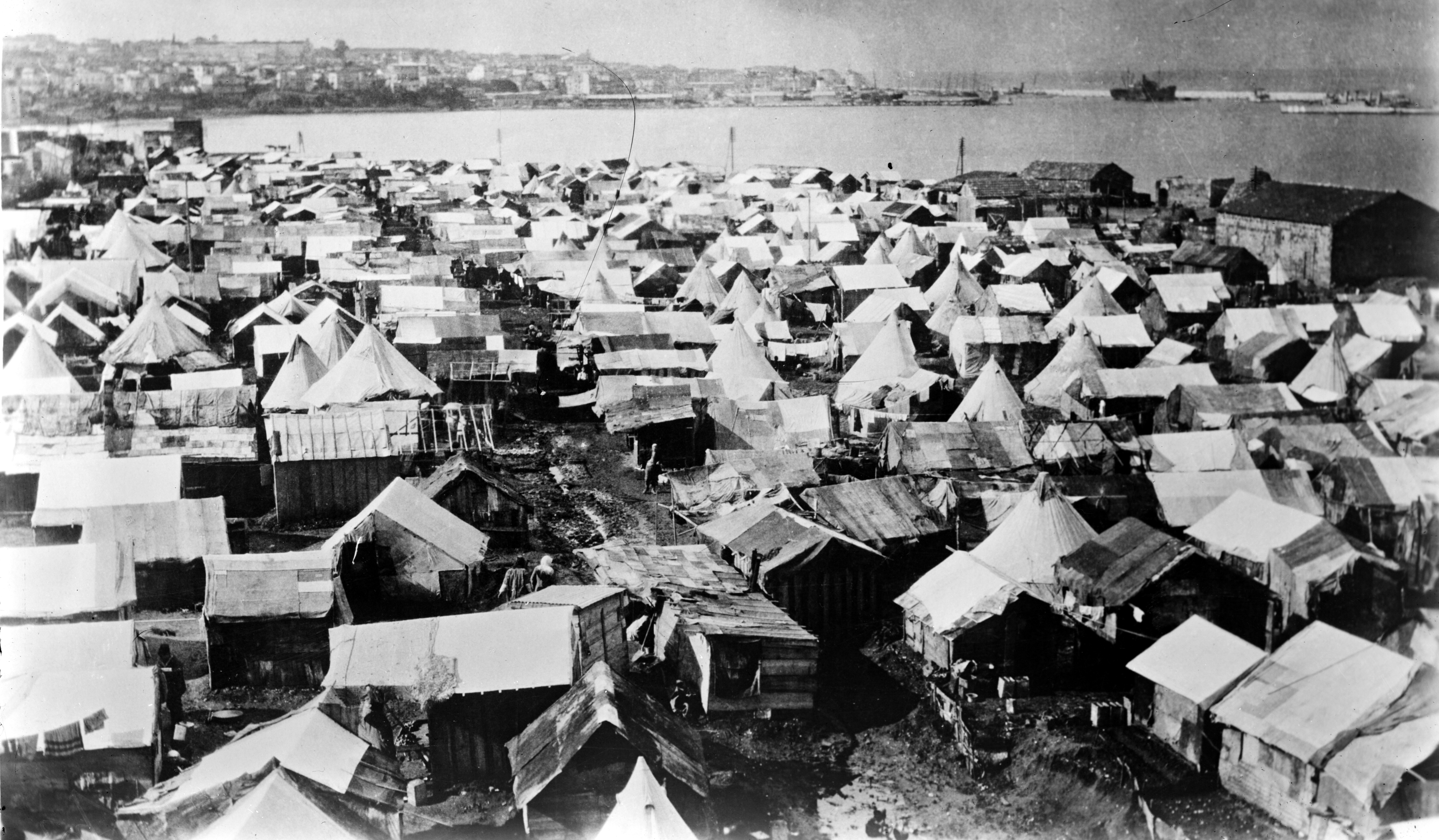
Campo profughi armeno a Beirut, anni 1920

Il genocidio armeno portò decine di migliaia di sopravvissuti a disperdersi in tutta la Siria. In seguito al trattato di Ankara del 1921 altri 80 000 rifugiati armeni abbandonarono poi la Cilicia per stabilirsi nei territori del mandato francese della Siria e del Libano. Si stima che nel 1925 i rifugiati armeni contassero 100 000 unità in Siria e 50 000 in Libano, oltrepassando numericamente gli armeni nativi. I rifugiati si distribuirono in tutte le principali città della Siria e del Libano, in particolare ad Aleppo, Beirut e Damasco. La gran parte dei sopravvissuti al genocidio era stata separata dai membri della propria famiglia e dal proprio contesto sociale e comunitario. La comunità armena in Siria e in Libano si dovette riorganizzare per ricostruire i propri spazi culturali, comunitari e istituzionali. Concentrati inizialmente in campi profughi situati nei limiti delle città, i rifugiati armeni cominciarono a stabilire i propri quartieri a partire dalla fine degli anni 1920.
Forti differenze culturali sussistevano tra i rifugiati, in particolare tra gli armeni originari della Cilicia e quelli dei sei vilayet; i primi erano infatti di lingua turca, mentre i secondi di lingua armena. A questi due gruppi si aggiungevano poi gli armeni nativi. La comunità dovette mettere da parte le proprie differenze interne e in questo contesto si diffuse principalmente il dialetto armeno occidentale. Un ruolo fondamentale nella ricostruzione della comunità armena lo giocarono le chiese. La politica mandataria affidò alle istituzioni religiose le questioni relative allo status personale dei propri affiliati. La più stabile delle tre chiese armene si dimostrò la Chiesa armeno-cattolica, che aveva storicamente messo radici proprio in Libano e che potette contare sul supporto della Santa Sede. I membri della Chiesa apostolica armena in Siria e Libano furono invece inizialmente posti sotto la giurisdizione del Patriarcato armeno di Gerusalemme, fino a quando il Catolicosato della Grande Casa di Cilicia non potette rispristinare la propria autorità, trasferendosi ad Antelias nel 1930. La Chiesa evangelica armena fu quella che venne più duramente colpita dal genocidio, ma si riorganizzò in Siria e in Libano, per poi successivamente espandersi ad altri paesi.
Nel 1925 agli armeni residenti in Libano fu offerta la cittadinanza libanese, sulla base del trattato di Losanna del 1923, fatto che permise loro di integrarsi pienamente. La collaborazione con le autorità mandatarie francesi fu appoggiata soprattutto dalle istituzioni religiose e dalla componente borghese. In ambito politico in seno alla comunità armena emersero tre partiti nazionalisti: la Federazione Rivoluzionaria Armena, il Partito Socialdemocratico Hunchakian e il Partito Liberale Democratico Armeno; queste ultime due formazioni si opposero alla prima per motivi di natura ideologica e strategica. Furono poi attivi anche i comunisti, che sostennero pienamente la lotta nazionalista araba e l'indipendenza della Siria; il leader comunista armeno Artin Madoyan collaborò infatti con Sultan al-Atrash nell'ambito della grande rivoluzione siriana. La comunità armena in Libano collaborò politicamente con quella maronita e nel 1929 venne eletto Abdallah Ishak, il primo parlamentare armeno. Nello stesso periodo le tensioni nella vicina Siria portarono molti armeni ivi residenti a emigrare verso il Libano. Il processo di integrazione della comunità armena in Libano accelerò definitivamente a partire dagli anni 1930.

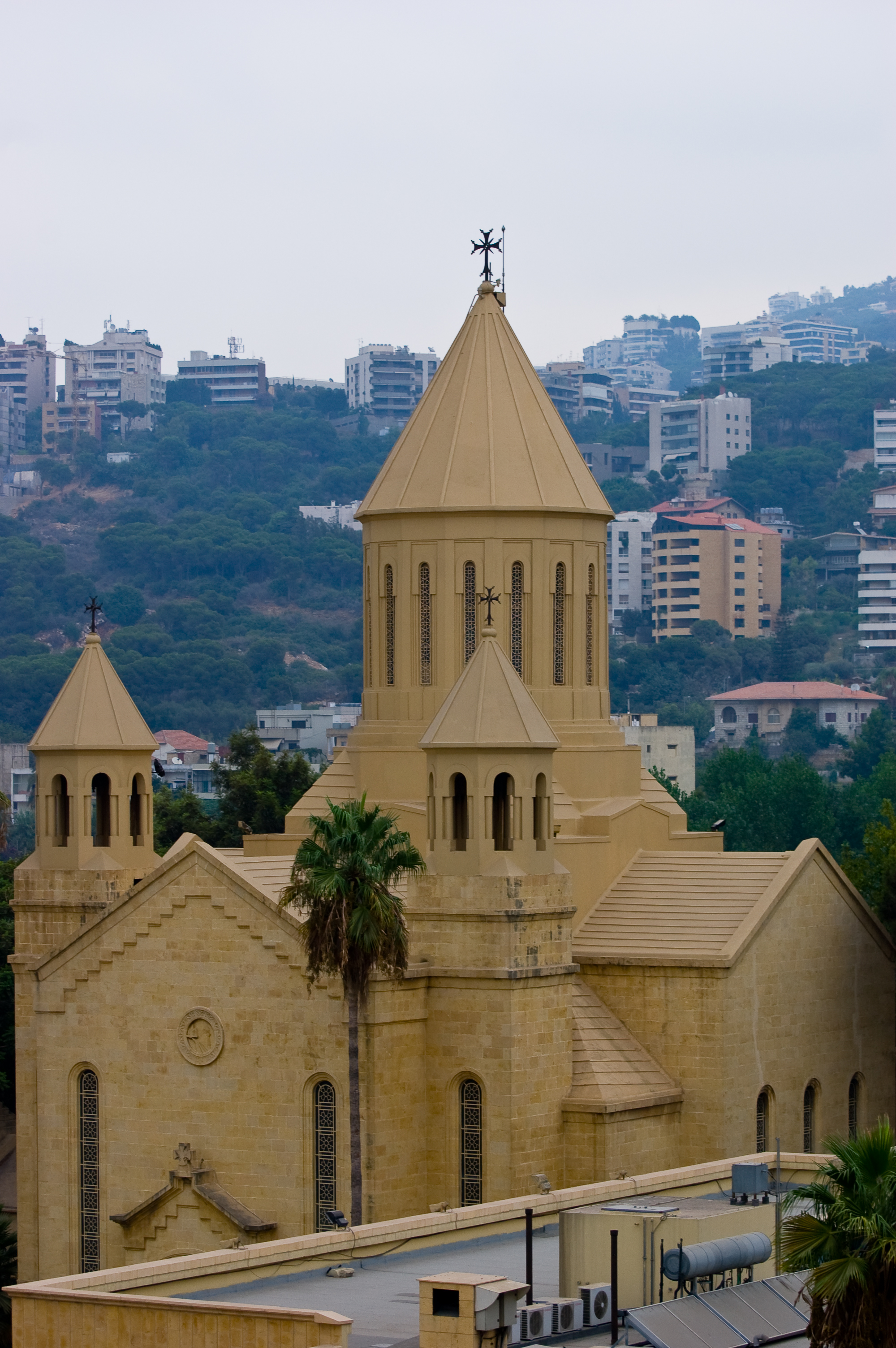
La Cattedrale armena di San Gregorio Illuminatore e sede del catholicos di Cilicia, Antelias, 2008

Numerosi altri rifugiati armeni giunsero poi nei territori siriani e libanesi dalla Turchia tra il 1929 e il 1930 e tra il 1939 e il 1940, in seguito alla cessione francese del Sangiaccato di Alessandretta alla Turchia; in quest'ultima occasione la maggioranza degli emigranti si stabilì nella valle della Beqa', fondando l'insediamento di Anjar, che divenne da allora uno dei principali centri della comunità armena in Libano. Nel 1944 Beirut era sede di una delle più vaste comunità armene di tutto il mondo arabo, contando oltre 70 000 unità.

### Nel Libano indipendente
Quando il Libano conseguì la piena indipendenza nel 1946 la comunità armena era ormai completamente integrata. A partire dal 1945 l'Unione Sovietica cominciò a organizzare il cosiddetto "rimpatrio armeno" con il fine di portare le comunità della diaspora armena a stabilirsi nella Repubblica Socialista Sovietica Armena. Nel 1946 le autorità sovietiche cominciarono a registrare gli interessati. In Libano il principale centro per l'organizzazione del rimpatrio fu stabilito a Beirut. Decine di migliaia di armeni siriani e libanesi si riversarono a Beirut, alloggiando per giorni principalmente nel quartiere di Karantina, in attesa delle due imbarcazioni Russia e Transylvania, che li portarono a Batumi, da dove poi continuarono il proprio percorso per Erevan. Entro il 1948 circa 32 000 armeni siriani e libanesi avevano aderito alle campagne di rimpatrio. Migliaia di armeni dalla Palestina si rifugiarono in Libano nell'ambito della guerra arabo-israeliana del 1948.
La comunità giocò inizialmente un ruolo marginale nella politica libanese; le uniche eccezioni erano rappresentate dai comunisti, che collaborarono attivamente con le locali forze di sinistra, e dall'élite armena cattolica, integrata con i cristiani maroniti e che cooperò con le Falangi Libanesi. Gli armeni vennero inclusi nel Patto Nazionale, che modellò gli equilibri tra le varie componenti religiose in ambito politico e istituzionale. Nel corso degli anni 1950 i partiti politici armeni in Libano si concentrarono sulle lotte egemoniche sulla Chiesa apostolica armena; la Federazione Rivoluzionaria Armena, sostenuta dal presidente filoccidentale libanese Camille Chamoun, si oppose infatti all'ingerenza sovietica e del catholicos di Echmiadzin, appoggiando l'elezione del catholicos Zareh I; l'evento provocò ampie tensioni nella comunità.
Nell'ambito della crisi libanese del 1958 la Federazione Rivoluzionaria Armena sostenne quindi il presidente, asserragliandosi nei quartieri armeni di Bourj Hammoud e Nahr Beirut, mentre il Partito Socialdemocratico Hunchakian e il Partito Liberale Democratico Armeno si allearono con l'opposizione nazionale, basando le proprie attività nei quartieri di Nor Hadjin, Khalil Badawi e Charchabouk. La comunità sperimentò una profonda polarizzazione e molte famiglie dovettero trasferirsi sulla base della propria affiliazione politica. Negli anni 1960 la Federazione Rivoluzionaria Armena, forte della sua influenza sulla Chiesa Apostolica Armena e della partenza di molti degli armeni di sinistra verso l'Unione Sovietica, giunse a monopolizzare la politica comunitaria; il partito sostenne la politica del presidente Fu'ad Shihab, opponendosi a Camille Chamoun. Tra gli anni 1960 e 1970 i partiti armeni cominciarono a cooperare e a individuare obiettivi comuni, adottando una politica di neutralità nell'ambito delle crescenti tensioni politiche che sarebbero poi sfociate nella guerra civile.
Tra gli anni 1950 e 1960 si costituì tra la comunità armena una forte classe media e imprenditoriale; le imprese armene si concentrarono in particolare nel settore calzaturiero e nella gioielleria; la comunità rimase invece sottorappresentata nel settore pubblico; nel 1967 il 12% delle imprese industriali in Libano era a gestione armena. Nei decenni seguenti l'indipendenza del paese il tasso di crescita demografica della comunità armena si dimostrò più alto rispetto a quello degli altri libanesi; inoltre, a partire dal 1958, numerosi armeni dal resto del mondo arabo si stabilirono in Libano. Nel 1974 gli armeni in Libano erano 180 000, dei quali 150 000 apostolici, 22 500 cattolici e 7 500 evangelici; la comunità era concentrata per la maggior parte nell'area di Bourj Hammoud.

#### Guerra civile

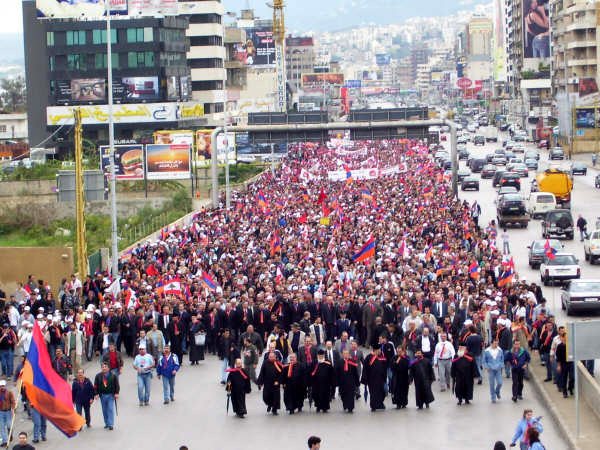
Armeni in Libano marciano in ricordo del genocidio armeno, 2006

Durante la guerra civile i gruppi paramilitari armeni mantennero il controllo nei quartieri di Bourj Hammoud, Khalil Badawi e Nor Hadjin e la comunità armena si mantenne in posizioni neutrali; ciò provoco il risentimento delle Forze Libanesi, dominate dai cristiani maroniti, le quali attaccarono a più riprese i quartieri armeni a Beirut, colpendo le istituzioni locali e scontrandosi con le milizie armene; a scontrarsi con le Forze Libanesi furono in particolare gli armeni comunisti. Nel corso della guerra i quartieri armeni furono intensamente colpiti, in particolare nella guerra dei cento giorni del 1978, che portò oltre 10 000 armeni a rifugiarsi in altre città del paese. Nello stesso periodo molti militanti armeni si unirono all'ASALA, che concentrò la propria lotta contro la Turchia. Durante la guerra molti armeni emigrarono in Occidente; solo tra il 1974 e il 1978 ad emigrare dal Libano furono oltre 15 000 armeni; molti in particolare si stabilirono in California.

#### Dopoguerra e XXI secolo
Nel periodo seguente la guerra civile molti membri della comunità armena cominciarono ad adottare un'identità sempre più libanese, mentre molti altri si interessarono alle vicende relative all'indipendenza dell'Armenia nel 1991 e alla prima guerra del Nagorno Karabakh. Gli accordi di Ta'if garantirono agli armeni sei seggi parlamentari e un ministero. Negli anni 2000 il vigore politico della comunità si indebolì, complici l'emigrazione e i bassi tassi di affluenza elettorale. L'emigrazione continuò anche nei decenni seguenti la guerra civile, principalmente verso Stati Uniti d'America, Canada, Francia e Australia. Con lo scoppio della guerra civile siriana oltre 15 000 armeni dalla Siria giunsero in Libano.

## Cultura

### Distribuzione geografica
Gli armeni in Libano sono concentrati prevalentemente nelle regioni centrali del paese, in particolare nel distretto di al-Matn: il centro principale della comunità è infatti rappresentato da Bourj Hammoud; la presenza armena si estende poi ai sobborghi di al-Dawrah, al-Fanar, Rawda, al-Judaydat, Zalqa, Jal al-Dib, Antelias, Mezher, Naqqash, Dbayeh e Awkar. Altra importante comunità armena in Libano è quella di Anjar, nella valle della Beqa'. Vi sono poi comunità armene a Beirut (in particolare nei quartieri di Achrafieh e al-Hamra), Jounieh, Biblo, Tripoli e Zahle.

### Lingue

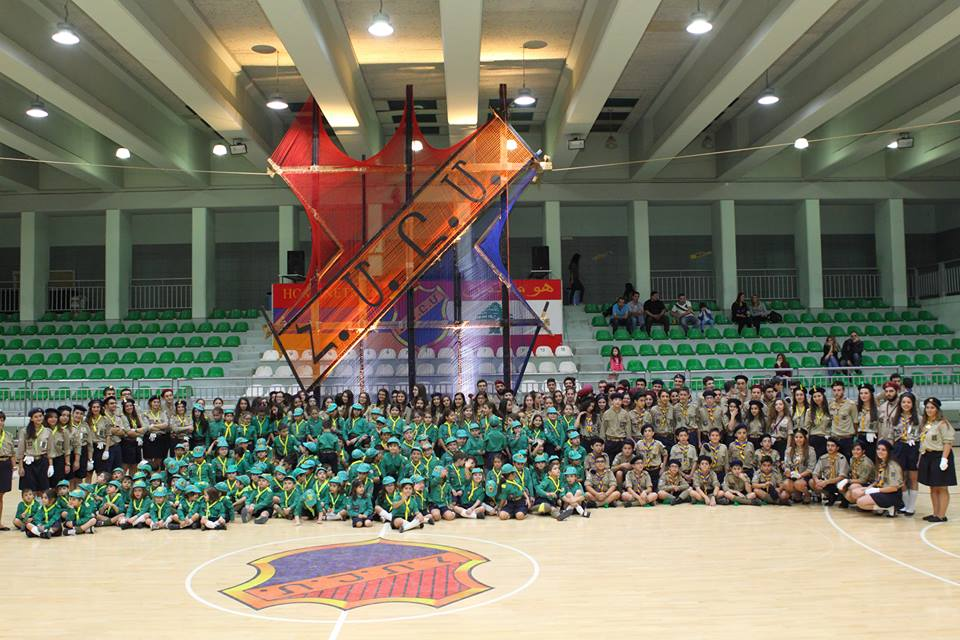
Gruppo scout armeno ad Antelias, 2015

La prima generazione di sopravvissuti al genocidio, in particolare la componente originaria della Cilicia, era prevalentemente di lingua turca; la lingua e la cultura turca rivestivano infatti un ruolo importante in molte delle famiglie armene in Libano fino ai primi decenni del XX secolo, in particolare in ambito domestico e familiare. La progressiva adozione della lingua armena a svantaggio di quella turca, fu favorita da ampie campagne di sensibilizzazione, favorite anche dalle chiese; la comunità fece riferimento in particolare all'armeno occidentale.

### Mondo associazionistico
In seguito al genocidio il mondo associazionistico armeno si concentrò soprattutto nel fornire assistenza ai rifugiati; le principali associazioni furono sostenute dalle chiese. Numerose associazioni caritatevoli furono attive in Libano in epoca mandataria, tra queste l'Armenian General Benevolent Union e l'Armenian Relief Cross. Il mondo associazionistico si occupò anche della vita culturale e ricreativa della comunità, specie per quanto riguardava i giovani e lo sport. Tra le principali associazioni sportive armene emersero il Homenetmen, il Homenmen e l'Antranik Youth Association, che a partire dagli anni 1940 giunsero a rivestire un ruolo di primo piano nella vita sportiva del paese, specie nel calcio, nel ciclismo e nell'atletica. Storicamente un ruolo importante nella comunità armena in Libano è stato rivestito dalle shirket, modello di cooperativa che fu retto in particolare da donne delle classi medio-basse nei quartieri armeni.

### Istruzione

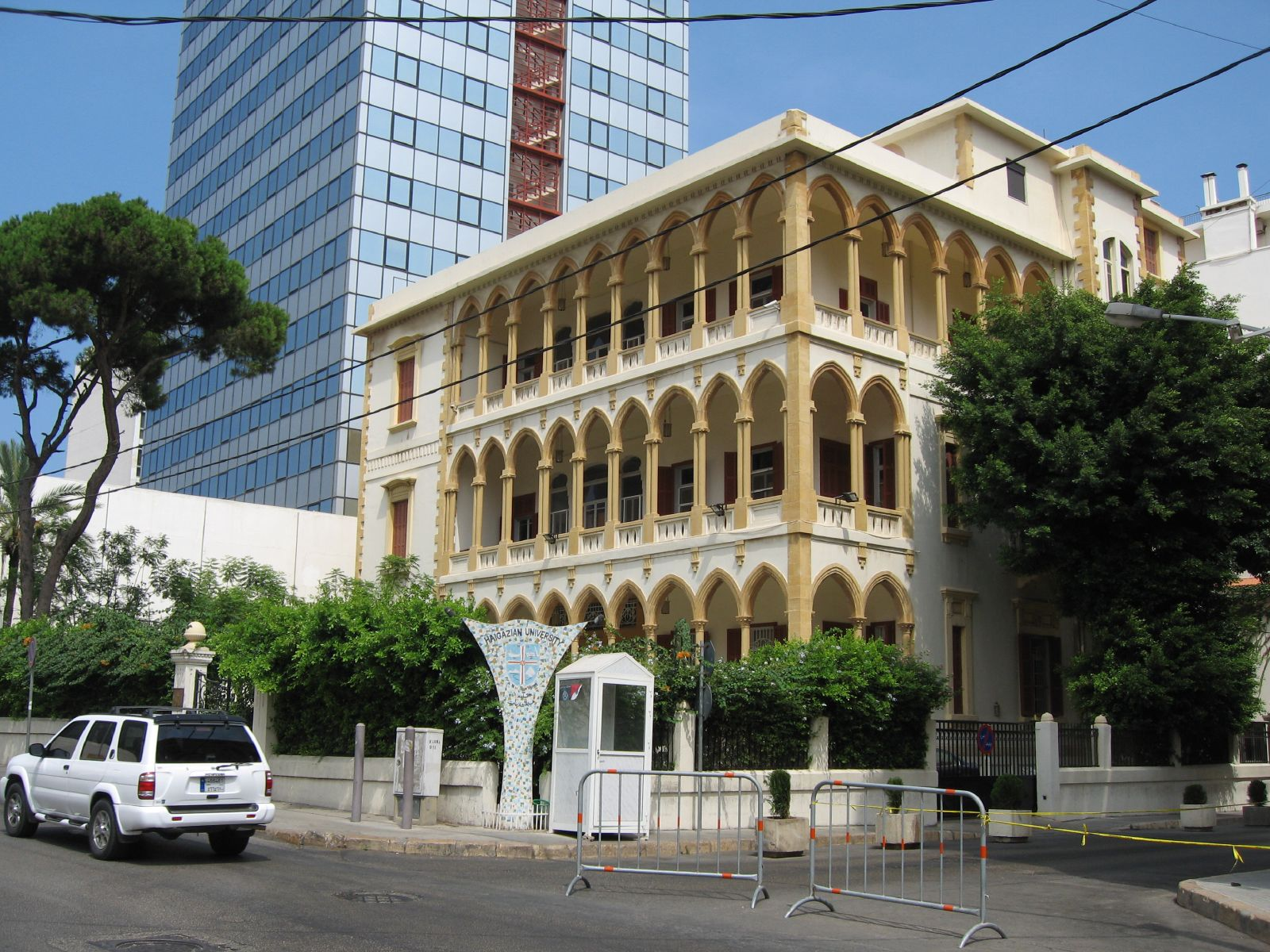
L'Università Haigazian a Beirut

Le prime scuole armene nel paese comparvero già nel XIX secolo per iniziativa delle chiese, ma fu solo dopo il genocidio e l'arrivo dei rifugiati che il loro numero ampliò significativamente. L'autonomia della comunità in ambito educativo venne tutelato dalle autorità mandatarie. A partire dagli anni 1950 si verificò un'importante espansione dell'offerta educativa delle scuole armene. Importante contributo lo dette l'Armenian General Benevolent Union. Nel 1955 venne fondata l'Università Haigazian a Beirut. Nel 1952 si contavano sessanta scuole armene in Libano; la polarizzazione politica sperimentata dalla comunità negli anni 1950 ebbe un effetto anche sulle scuole, ognuna delle quali era affiliata a un partito politico. Durante la guerra civile libanese il sistemo educativo armeno entrò in crisi; l'emigrazione di molte famiglie comportò una significativa diminuzione del numero degli studenti, portando una scuola su cinque a cessare le proprie attività. La crisi economica successiva alla guerra civile mise in difficoltà molte famiglie armene, che non poterono più permettersi un'istruzione privata per i propri figli.

### Arte e media

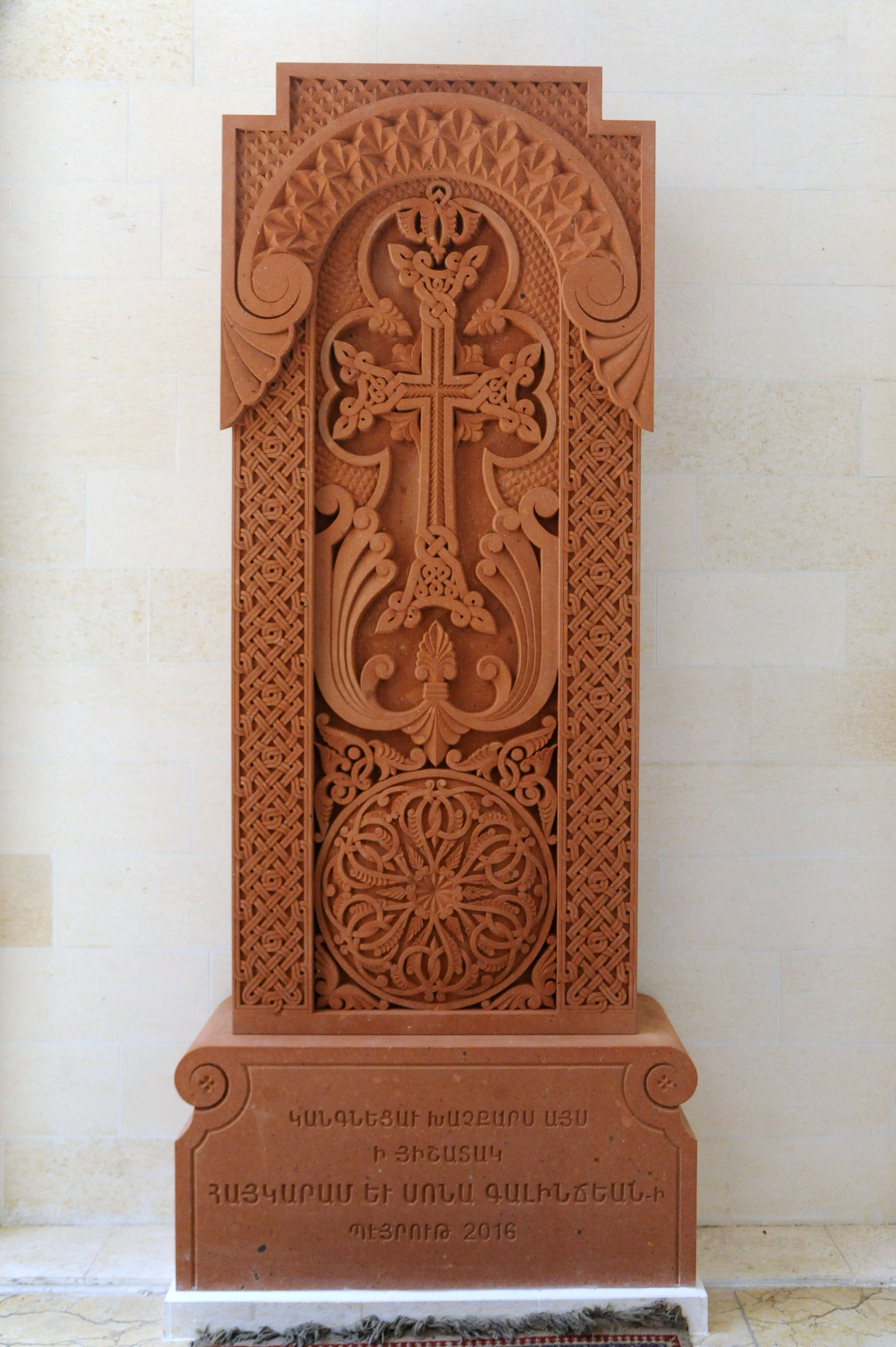
Un khachkar a Beirut

L'ambiente culturale armeno venne in larga parte distrutto in occasione del genocidio armeno. Il Libano divenne uno dei principali centri della rinascita culturale armena, grazie al contributo di importanti intellettuali sopravvissuti al genocidio. I partiti politici giocarono un ruolo fondamentale nella produzione culturale, creando ognuno la propria sezione culturale. In epoca mandataria emersero in Libano decine di periodici e giornali armeni, tra i quali Pyunig, Lipanan, Aztag, Ararat, Zartonk e Hask. Negli anni 1950 e 1960 la cultura liberale e la prosperità economica resero il Libano, e in particolare Beirut, un importante centro culturale del mondo arabo. Numerosi intellettuali armeni attivi ad Aleppo, tra i quali Antranik Zaroukian, Vahe Vahian, Simon Simonian, Zareh Melkonian e Karnig Attarian, si trasferirono a Beirut, in fuga dall'ambiente autoritario in Siria. Il teatro armeno in Libano prosperò grazie al contributo di Kaspar Ipekian e di George Sarkissian. Nell'ambito delle arti figurative emersero in particolare Paul Guiragossian, Zaven Hadeshian, Horoutioun Torossian, Sophie Yeramian, Rosevart Sisserian, Toros Der Agopian e Lucy Tutunjian. Gli artisti armeni esercitarono un'importante influenza sulle arti figurative in Libano.
In ambito musicale, tra gli anni 1930 e 1950, ruolo importante fu rivestito dai cori, che contribuirono alla formazione di una nuova identità nazionale armena tra la componente più giovane della comunità, scollegata dal passato ottomano. A partire dagli anni 1960 emerse l'estradayin, genere musicale pop armeno, del quale uno dei principali pionieri fu Adiss Harmandian e che giocò un ruolo fondamentale nell'affermazione dell'identità armena libanese. La guerra civile colpì profondamente l'ambiente culturale armeno nel paese; molti intellettuali, così come buona parte della comunità, decisero infatti di emigrare, provocando un calo nella produzione culturale, sia nell'ambito delle pubblicazioni letterarie, che del teatro, che in quello musicale. Negli anni 1980 comparvero però svariate emittenti radiofoniche, tra le quali Radio Paradise, Vana Tzain, Radio Libano-Hay, Voice of Love e Nairi.